# Hauksbók

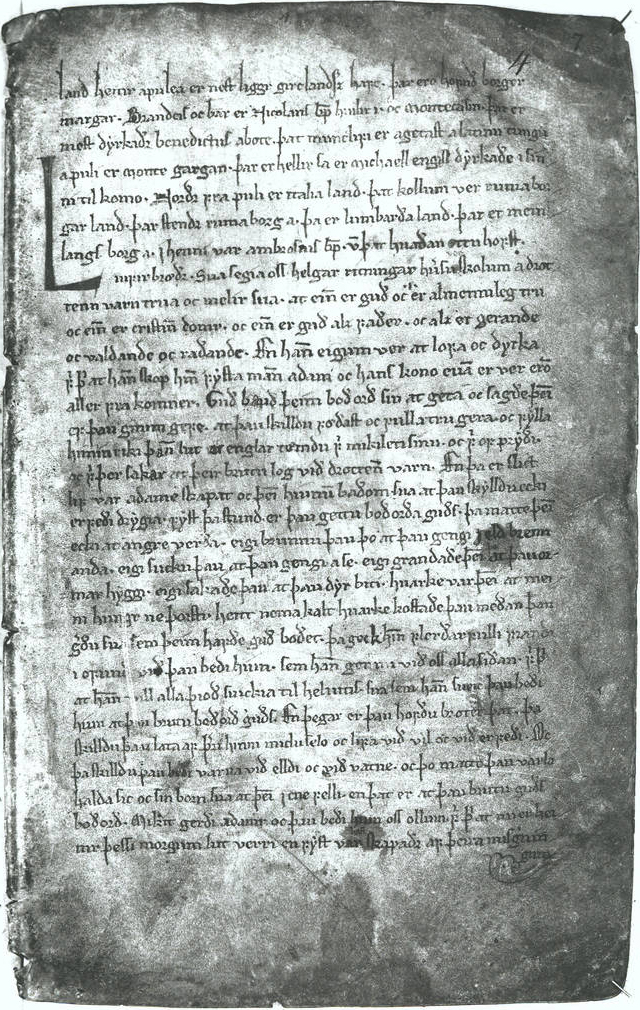
Pàgina del manuscrit Hauksbók.

L'Hauksbók (Còdex d'Haukr) és un dels pocs manuscrits norrens medievals de què coneixem el nom de l'autor, Haukr Erlendsson (?-1334). Aquest còdex fou escrit parcialment per ell mateix i parcialment pels seus assistents, i conté les versions, a vegades les úniques existents, de molts textos en islandès antic, com ara el Landnámabók o Llibre de l'establiment d'Islàndia, la Fóstbrœðra saga o Història dels germans de jurament, la saga d'Eric el Roig, la saga d'Hervǫr, la Skálda saga Haralds konungs hárfagra o Història dels escaldes del rei Haraldr Bells-cabells, i la Vǫluspá.